# Heinrich Förster (biskop)
 For alternative betydninger, se Heinrich Förster. (Se også artikler, som begynder med Heinrich Förster)
Heinrich Förster (født 24. november 1799 i Grossglogau, død 20. oktober 1881 i Johannisberg) var en tysk biskop.
Förster blev præsteviet 1825 og vakte som sognepræst i Landeshut (siden 1828) opsigt i vide kredse gennem sin toleranse mod forskellige troende og gennem sine prædikegaver. I 1837 blev Förster korherre, 1848 var han medlem af Frankfurterparlamentet, deltog i november samme år i de tyske biskoppers synode i Würzburg samt blev 1853 fyrstbiskop i Breslau.
På Første Vatikanerkoncil var han modstander til ufejlbarhedsdogmet, men underkastede sig senere. Hans opposition mod den preussiske regering og majlovene ledede 1875 til hans afsættelse. Han levede sidenhen i den østrigske del af sit stift, hvorfra han administrerede også den preussiske. Han udgav blandt andet Kanzelsvorträge (6 bind, 1854; 5. oplag 1878).